# Ljudmila Konovalova
Ljudmila Vasil'evna Konovalova (in russo Людмила Васильевна Коновалова?; Sverdlovsk, 7 giugno 1968) è un'ex cestista russa, fino al 1991 sovietica.

## Carriera
Con la Russia ha disputato i Giochi olimpici di Atlanta 1996 e i Campionati europei del 1997.